# تشالة قو
تشالة قو (بالفارسية: چاله قو) هي قرية تقع في قسم بيشكوة موغوئي الريفي في إيران. يقدر عدد سكانها بـ 41 نسمة بحسب إحصاء 2016.